# Офис в маленьком городе
«Офис в маленьком городе» — картина американского художника-реалиста Эдварда Хоппера, написанная в 1953 году. Хранится в Метрополитен-музее в Нью-Йорке.

## Описание
На картине изображён человек, сидящий в углу кабинета и наблюдающий за пейзажем через окно. Картина изображает одиночество и красоту в уникальной, но приятной манере, что является общей темой среди работ Хоппера.